# کفردان
کفردان (به عربی: کفردان) یک منطقهٔ مسکونی در لبنان است که در شهرستان بعلبک واقع شده‌است. کفردان ۱٬۰۸۰ متر بالاتر از سطح دریا واقع شده‌است.